# Zuqaqqip
Zuqaqqip – według Sumeryjskiej listy królów dziewiąty władca sumeryjski należący do tzw. I dynastii z Kisz, który panować miał przez 900 lat.
Imię Zuqaqqip nie jest imieniem sumeryjskim lecz akadyjskim i znaczy dosłownie „Skorpion” (akad. zuqaqīpu lub zuqaqqīpu).